# Sugia erastroides
Sugia erastroides är en fjärilsart som beskrevs av Max Wilhelm Karl Draudt 1950. Sugia erastroides ingår i släktet Sugia och familjen nattflyn. Inga underarter finns listade i Catalogue of Life.